# بخش لنکس (شهرستان اشتابولا، اوهایو)
بخش Lenox (به انگلیسی: Lenox Township) یک منطقهٔ مسکونی در ایالات متحده آمریکا است که در شهرستان آشتابولا، اوهایو واقع شده‌است.
 بخش Lenox ۶۳٫۱ کیلومتر مربع مساحت و ۱٬۴۵۰ نفر جمعیت دارد و ۳۰۵ متر بالاتر از سطح دریا واقع شده‌است.